# Syndykówka Krakowska

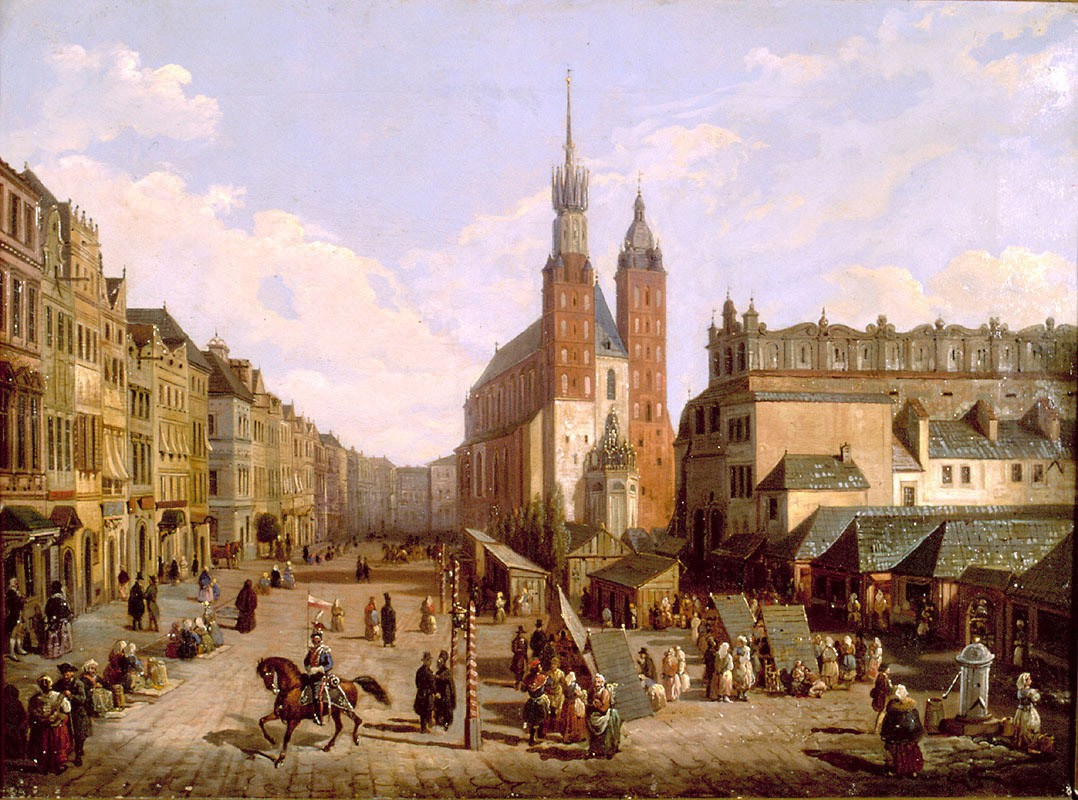
Kościół Mariacki i Sukiennice z Syndykówką (1836)

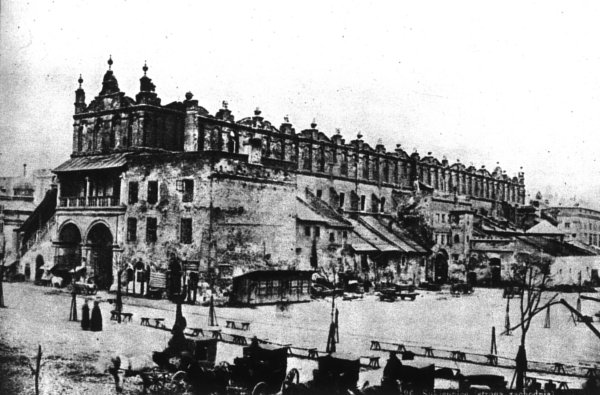
Sukiennice z Syndykówką (przed 1873)

Syndykówka (tzw. północna postrzygalnia) – budynek, w którym dokonywano pomiaru sukna (postrzygalnia) przylegający do północno-zachodniego narożnika Sukiennic, czyli od ul. Sławkowskiej i ul. Szczepańskiej. Na początku XVII wieku dobudowana do Sukiennic, a w 1873 przy okazji gruntownej ich przebudowy wcielona do Sukiennic.
Syndykówka była jedną z dwóch postrzygalni na krakowskim rynku, była to dwupiętrowa i trójosiowa budowla, zwieńczona attyką pełną. druga postrzygalnia znajdowała się w południowo-zachodnim narożniku Sukiennic.